# Május 8.
Május 8. az év 128. (szökőévben 129.) napja a Gergely-naptár szerint. Az évből még 237 nap van hátra.
Névnapok: Mihály + Acsád, Akács, Arzéniusz, Décse, Dezideráta, Gécsa, Gejza, Géza, Gyécsa, Győző, Iduna, Ottokár, Péter, Pető, Stella, Ulla

## Események
- 0824 – II. Jenő pápa megválasztása
- 1429 – Jeanne d’Arc vezetésével a francia csapatok felszabadították Orléans városát.
- 1494 – II. Alfonzt Nápolyban királlyá koronázzák.
- 1654 – Regensburgban Otto von Guericke német tudós bemutatja  nyolclovas kísérletét a légüres tér és a légnyomás bizonyítására.
- 1858 – A búr Utrechti Köztársaság egyesülése a Lydenburgi Köztársasággal.
- 1886 – A Georgia állambeli Atlantában Dr. John Stith Pemberton kikeveri az első Coca-Colát.
- 1902 – Martinique szigetén kitört a Mont Pelée vulkán. A vulkánkitörést kísérő jelenségek (láva, hamu, gázok) a pár kilométerrel távolabb fekvő Saint Pierre városát teljesen rombadöntötték, az egykori feljegyzések szerint mindössze ketten élték túl a katasztrófát.
- 1912 – A magyarországi származású Adolf Zukor Famous Players Film Company néven megalapítja a Paramount Pictures produkciós cég elődjét.
- 1930 – A Hlinka vezette Szlovák Néppárt másodszor nyújtja be a szlovák autonómia tervezetét.
- 1945 – A második világháború utolsó napja Európában. Németország kapitulál.
- 1950 – Rónai Sándort nevezik ki a Magyar Népköztársaság Elnöki Tanácsának elnökévé.
- 2017 – Leteszi hivatali esküjét az újraválasztott magyar államfő, Áder János.[1]
- 2025 – A pápai konklávé megválasztja XIV. Leó pápát.[2]

## Sportesemények
Formula–1
- 1977 –  spanyol nagydíj, Jarama - Győztes: Mario Andretti  (Lotus Ford)
- 2005 –  spanyol nagydíj, Barcelona - Győztes: Kimi Räikkönen  (McLaren Mercedes)
- 2011 –  török nagydíj, Isztambul - Győztes: Sebastian Vettel  (Red Bull Racing Renault)

## Születések
- 1737 – Edward Gibbon, brit történész († 1794)
- 1742 – Jean-Baptiste Krumpholz cseh hárfás és zeneszerző († 1790)
- 1753 – Miguel Hidalgo y Costilla az 1810–1811-es mexikói függetlenségi harc vezetője  († 1811)
- 1800 – Armand Carrel, francia hírlapíró és politikus († 1836)
- 1824 – William Walker amerikai kalandor († 1860)
- 1828 – Jean-Henri Dunant Nobel-békedíjas svájci emberbarát, a Nemzetközi Vöröskereszt alapítója († 1910)
- 1835 – Székely Bertalan magyar festőművész († 1910)
- 1867 – Albert Thurn und Taxis-i herceg († 1952)
- 1872 – Margó Ede magyar szobrász († 1946)
- 1872 – Szakáll Gyula magyar orvosdoktor, az állatorvosi főiskola magántanára († 1903)
- 1877 – Adolf Meschendörfer erdélyi szász író († 1962)
- 1878 – Pentelei Molnár János magyar festőművész († 1924)
- 1884 – Harry S. Truman az Amerikai Egyesült Államok 33. elnöke, hivatalban 1945–1953 († 1972)
- 1892 – Hauser Arnold magyar származású brit művészet-szociológus († 1978)
- 1891 – Dénes Oszkár magyar színész († 1950)
- 1892 – Stanisław Sosabowski lengyel tábornok a második világháborúban († 1967)
- 1901 – Székely Mihály kétszeres Kossuth-díjas magyar operaénekes, basszus († 1963)
- 1902 – André Michel Lwoff Nobel-díjas francia mikrobiológus († 1994)
- 1903 – Fernandel (Fernand Joseph Désiré Contandin) francia színész, komikus († 1971)
- 1911 – Robert Johnson amerikai Delta blues énekes, gitáros († 1938)
- 1913 – Sidney James (er. Joel Solomon Cohen) angol színész („Folytassa” sorozat) († 1976)
- 1920 – Saul Bass amerikai grafikus, tervező és filmrendező († 1996)
- 1922 – Mészáros András Munkácsy-díjas magyar karikaturista, grafikus, könyvillusztrátor, érdemes művész († 2007)
- 1926 – Sir David Frederick Attenborough angol zoológus, író, filmrendező
- 1927 – Paskai László magyar bíboros, nyugalmazott esztergom-budapesti érsek († 2015)
- 1927 – Mészáros Sándor Puskás Tivadar-díjas magyar vegyészmérnök, főiskolai tanár, feltaláló  († 2018)
- 1928 – Manfred Gerlach német politikus, a Német Demokratikus Köztársaság államfője († 2011)
- 1931 – Hofer Miklós magyar műépítész († 2011)
- 1934 – Glits Márton agrármérnök, növényvédelmi szakember, egyetemi tanár († 2022)
- 1938 – Földi Imre olimpiai bajnok magyar súlyemelő és edző, a nemzet sportolója († 2017)
- 1939 – Göröcs János olimpiai bronzérmes magyar labdarúgó († 2020)
- 1943 – Laux József magyar rock- és jazzdobos, az Omega és az LGT tagja († 2016)
- 1945 – Wenczl József magyarországi német néptáncos, koreográfus († 2014)
- 1951 – Markovits Bori magyar színésznő
- 1951 – Velez Olívia magyar színésznő († 2021)
- 1954 – David Keith amerikai színész
- 1960 – Igor Presznyakov orosz gitárművész, zenész, énekes
- 1966 – Cláudio Taffarel világbajnok brazil labdarúgókapus
- 1970 – Tárnai Attila magyar színész
- 1975 – Enrique Iglesias Grammy és Latin Grammy-díjas spanyol énekes
- 1975 – Gastón Mazzacane argentin autóversenyző
- 1977 – Szentpáli Roland magyar tubaművész (tubás)
- 1978 – Matt Davis amerikai színész
- 1981 – Stephen Amell kanadai színész
- 1982 – Buakhau Bancsamek többszörös thaiboksz-világbajnok és K–1-világbajnok
- 1983 – Szőke Nikoletta Máté Péter-díjas magyar dzsesszénekesnő
- 1990 – Anasztászija Zujeva orosz úszónő
- 1992 – Ana Mulvoy Ten angol színésznő
- 1996 – 6ix9ine amerikai rapper

## Halálozások
- 0615 – IV. Bonifác pápa
- 1403 – I. Bajazid, az Oszmán Birodalom 4. uralkodója (* 1354 körül)
- 1530 – Báthori István nádor (* 1477)
- 1794 – Antoine Laurent de Lavoisier francia kémikus (* 1743)
- 1842 – Jules Dumont d’Urville francia hajós, felfedező (* 1790)
- 1873 – John Stuart Mill brit filozófus, közgazdász, liberális gondolkodó, az utilitarizmus híve (* 1806)
- 1880 – Gustave Flaubert francia regényíró (* 1821)
- 1903 – Paul Gauguin francia festő, van Gogh és Cézanne mellett a posztimpresszionizmus legnagyobb képviselője (* 1848)
- 1918 – Hollósy Simon magyar festőművész (* 1857)
- 1919 – LaMarcus Adna Thompson amerikai feltaláló, üzletember, számos nevezetes hullámvasút kifejlesztője (* 1848)
- 1938 – Szamuil Moiszejevics Majkapar orosz zeneszerző (* 1867)
- 1943 – Borsos István amerikai magyar református lelkész, misszionárius (* 1872)
- 1952 – William Fox amerikai filmproducer, a Twentieth-Century-Fox egyik alapítója (* 1879)
- 1962 – Vasváry Lajos magyar géplakatos, mozdonyszerelő, országgyűlési képviselő (* 1889)
- 1967 – Skoff Elza, a Magyar Rádió bemondója, korrektor (* 1905)
- 1974 – Graham Bond angol zenész, zenekarvezető, „a brit blues királya” (* 1937)
- 1982 – Gilles Villeneuve (Gilles Joseph Henri Villeneuve) kanadai autóversenyző (* 1950)
- 1984 – Gino Bianco (Luigi Emilio Rodolfo Bertetti) brazil autóversenyző (* 1916)
- 1988 – Robert A. Heinlein amerikai író sci-fi író, mérnök.(* 1907)
- 1989 – Ferenczi Imre folklórkutató, a történettudományok (néprajz) kandidátusa (* 1931)
- 1989 – Rudolf Uhlenhaut német autóversenyző (* 1906)
- 1990 – Luigi Nono olasz zeneszerző, klasszikus és avantgárd művek szerzője (* 1924)
- 1991 – Pécsi Sebestyén magyar orgonaművész (* 1910)
- 1999 – Dirk Bogarde amerikai színész (* 1921)
- 2002 – Győrffy Béla Széchenyi-díjas agrármérnök, növénynemesítő, az MTA tagja (* 1928)
- 2004 – Bányász Ilona magyar színésznő, a Szegedi Nemzeti Színház örökös tagja (* 1923)
- 2006 – Somlyó György magyar író, a Magyar Költészet Napjának kezdeményezője  (* 1920)
- 2008 – François Sterchele belga labdarúgó (* 1982)
- 2023 – Máthé Erzsi Kossuth-díjas magyar színművész, a nemzet színésze (* 1927)

## Nemzeti ünnepek, emléknapok, világnapok
- A Nemzetközi Vöröskereszt és Vörös Félhold napja.
- A Győzelem Napja Európában